# 四禅
四禅（しぜん 梵: rūpadhyāna、巴: rupajhana）とは、初期仏教で説かれる禅定（ジャーナ）の4段階のこと。九次第定のひとつをなす。三界の内の色界に相当し、この言葉は、禅定の段階に応じてこの色界を4分割した四禅天の略称としても用いられる。禅天の意味で用いる場合は、初禅天から三禅天まではそれぞれ三種の天をとり、四禅天については外道天などを含む九種の天をとって合計で十八禅天あるとする。ただし、四禅天には諸説あって合計で十六禅天とすることもある。
- 初禅 paṭhama-jhāna  (梵 prathamadhyāna) - 諸欲・諸不善（すなわち欲界）を離れ、「有尋有伺」[注釈 1]ながらも、離による喜・楽と共にある状態（「離生喜楽」）[2]。
- 第二禅 dutiya-jhāna (梵 dvitīyadhyāna) - 「無尋無伺」[注釈 2]であり、内清浄による喜・楽と共にある状態（「定生喜楽」）[3]。
- 第三禅 tatiya-jhāna (梵 tṛtīyadhyāna) - 喜を捨し、正念・正見（すなわち念・慧）を得ながら、楽と共にある状態（「離喜妙楽」）[3]。
- 第四禅 catuttha-jhāna (梵 caturthadhyāna) - 楽が止み、不苦不楽[注釈 3]の受が存在する状態。

四禅の修習は、五蓋に対抗するための五心所の修習であるとアビダンマでは記載されている。釈迦が八正道で説く正定（しょうじょう, 巴: sammā-samādhi, 梵: samyak-samādhi）は、この四禅の達成である。

## 段階
まず五下分結を絶って欲界から脱し、色界の初禅に入った段階では、五禅支の全てが揃った状態にある。ここから尋・伺の二支を捨てることで第二禅に入り、喜を捨てることで第三禅に入り、最後に楽を捨てることで第四禅に入ることになる。
| 四禅                                                          | 初禅            | 第二禅                            | 第三禅                    | 第四禅                          |
| ------------------------------------------------------------- | --------------- | --------------------------------- | ------------------------- | ------------------------------- |
| 諸欲(Kāma) / 不善(Akusala)(性欲・拙劣な資質)                  | 捨断される      | 発生しない                        | 発生しない                | 発生しない                      |
| 尋(Vitakka)(認識対象把握)                                     | 伴う (有尋有伺) | 尋伺から解放される                | 発生しない                | 発生しない                      |
| 伺(Vicāra)(認識対象維持)                                      | 伴う (有尋有伺) | 尋伺から解放される                | 発生しない                | 発生しない                      |
| 喜(Pīti)(喜悦)                                                | 伴う            | 伴う                              | 消え去っている            | 発生しない                      |
| 楽(Sukha)(安楽)                                               | 伴う            | 伴う                              | 伴う                      | 捨離される 苦も楽もない         |
| 捨念清浄(Upekkhāsatipārisuddhi)(純粋、マインドフルな不苦不楽) | 発生しない      | 内面の安息を経て 精神が統一される | 捨（ウペッカー）かつ 正念 | 完全な正定 不苦不楽が達成される |

比丘たちよ、正定とは何か。

比丘たちが、諸欲から離れ、不善の諸法から離れ、有尋（vitakka）・有伺（vicāra）にして、遠離より生じた喜悦（piti）と楽ある初禅を達して住む。

尋伺が寂止したために、内なる清浄あり、心の一境性あり、無尋・無伺にして、三昧（サマーディ）より生じた喜と楽ある第二禅を達して住む。
 
喜悦から離れたために捨（ウペッカー）が起こり、正念正知にして、身に楽を感受し、諸の聖者が『これ捨にして、正念ある楽住なり』と述べた、第三禅を達して住む。

楽を捨離し、苦を捨離し、すでに喜悦と憂いを滅して不苦不楽となり、捨により念（サティ）が清浄となった、第四禅を達して住む。
  
比丘たちよ、これを正定という。
—パーリ仏典, 相応部 道相応, 無明品 Avijjāvaggo, Sri Lanka Tripitaka Project
五禅支の内の「一境性」が、禅定（四禅）における集中が深まった状態としての三昧（samādhi、サマーディ）の本体となるものであり、これを他の五禅支によって（五蓋など煩悩から）護り、強めつつ、段階的に他の五禅支を除去していき、強化された「一境性」単独状態にしていくプロセスが、禅定（四禅）である。

### 初禅
Cha bhikkhave dhamme appahāya abhabbo paṭhamaṃ jhānaṃ upasampajja viharituṃ. Katame cha:

Kāmavitakkaṃ, vyāpādavitakkaṃ, vihiṃsāvitakkaṃ, kāmasaññaṃ vyāpādasaññaṃ, vihiṃsāsaññaṃ.(中略)

Cha bhikkhave dhamme pahāya bhabbo paṭhamaṃ jhānaṃ upasampajja viharituṃ katame cha:
比丘たちよ、以下六つの法を捨断しなければ、初禅に達することはできない。いかなる六つか。

欲（Kāma）の尋（vitakka）、瞋恚の尋、害（vihiṃsā）の尋、欲の想（saññā）、瞋恚の想、害意の想である。(中略)

比丘たちよ、六つの法を捨断することで、初禅に留まることが可能となる。
—パーリ仏典,  増支部五集 6. 1. 7. (Dutiya paṭhamajjhāna suttaṃ), Sri Lanka Tripitaka Project

### 第二禅
Pañcime bhikkhave, dhamme appahāya abhabbo dutiyaṃ jhānaṃ upasampajja viharituṃ. Katame pañca.

Āvāsamacchariyaṃ, kulamacchariyaṃ, lābhamacchariyaṃ, vaṇṇamacchariyaṃ, akataññutaṃ akataveditaṃ. (中略)

Pañcime bhikkhave, dhamme pahāya bhabbo dutiyaṃ jhānaṃ upasampajja viharituṃ. Katame pañca.
比丘たちよ、以下五つの法を捨断しなければ、第二禅に達することはできない。いかなる五つか。

住居、家族、利益、美しさ、感謝、恩義に対する利己心（macchariyaṃ）である。(中略)

比丘たちよ、これら五つを捨断することで、第二禅に留まることが可能となる。
—パーリ仏典,  増支部五集 6. 1. 11, (Aparadutiyajjhānasuttaṃ), Sri Lanka Tripitaka Project

## 五蓋と五禅支
四禅における心所の構成要素である五禅支（ごぜんし）、その妨げとなる煩悩としての五蓋は、ちょうどトレードオフ（入れ替え）の関係にある。この種類は以下の通り。
- 尋（じん、vitakka, ヴィタッカ） - 思考[10]
- 伺（し、vicāra, ヴィチャーラ） - 微細な思考[10]
- 喜（き、pīti, ピーティ） - 喜悦
- 楽（らく、sukha, スカ） - 安楽
- 一境性（いっきょうしょう、ekaggatā, エーカッガター） - 集中

五禅支と五蓋の対応関係は、以下の通り。
| 五禅支             | 五蓋 | 註                                             |
| ------------------ | --- | ---------------------------------------------- |
| 尋（vitakka）      | 惛沈睡眠蓋（こんじんすいみん、thīna-middha, ティーナ・ミッダ） - 倦怠・眠気                                      | （意識を保てていれば倦怠・眠気は起きない）     |
| 伺（vicāra）       | 疑蓋（ぎ、vicikicchā, ヴィチキッチャー） - 疑い・疑念                                                            | （意識が対象から外れなければ、疑いは起きない） |
| 喜（pīti）         | 瞋恚蓋（しんに、byāpāda, ビャーパーダ） - 悪意・憎しみ                                                           |                                                |
| 楽（sukha）        | 掉挙悪作蓋（じょうこおさ、uddhacca-kukkucca, ウッダッチャ・クックッチャ） - 心の浮動・後悔・落ち着きのない心配事 |                                                |
| 一境性（ekaggatā） | 欲愛蓋（よくあい、kāmacchanda, カーマッチャンダ） - 五根からの欲の情報を恋しがる                                 |                                                |

したがって、（四無量心（慈悲の瞑想）や仏随念などによって）五蓋を抑えつつ、五禅支を高めていくことで、近行定、そして安止定としての禅定に入って行きやすくなる。

### アビダルマにおける七禅支
南伝上座部大寺派のアビダンマ教学では以下の七禅支を説く。しかし、喜楽、憂、捨は受（vedanā）にまとめられるため、本質的には五禅支となるという。
1. 尋 (じん、vitakka, ヴィタッカ)
2. 伺 (し、vicāra, ヴィチャーラ)
3. 喜 (き、pīti, ピーティ)
4. 一境性 (いっきょうしょう、ekaggatā, エーカッガター)
5. 喜楽 (きらく、somanassa, ソーマナッサ)
6. 憂 (う、domanassa, ドーマナッサ)
7. 捨 (しゃ、upekkhā, ウペッカー)

## 位置付け
パーリ仏典長部『沙門果経』では、王に仏教の比丘（沙門）の果報を問われた釈迦が、まず戒律の果報を説き、次にこの四禅の果報を説き、最後に六神通を説いたとされる。
パーリ仏典長部『大般涅槃経』では、釈迦の入滅の様子が、「初禅から滅想受まで、九次第定を段々と上がって行き、そこから初禅まで段々と下って行き、そこから再び四禅まで上がったところで入滅した」と描写されており、第四禅定をして涅槃とする根拠とされた。同経には釈迦が涅槃に入る前に座禅したとは説かれておらず、涅槃図は一般に右手を枕にして横になる姿勢で表わされる。
パーリ仏典『撒餌経』で釈尊は、猟師が鹿を罠で捕えるために撒餌をするという喩えを元に、比丘たちに色界禅・無色界禅による欲界（の支配者である悪魔）からの離脱を説いている。ここでの鹿とは修行者、撒餌とは五欲、猟師とはマーラ（悪魔）を指す。釈尊は 4 種類の修行者を示し、4 番目の修行者のみが（色界禅・無色界禅により）悪魔の領域（欲界）を逃れるという説示をしている。